# Runddysser von Grønnegade

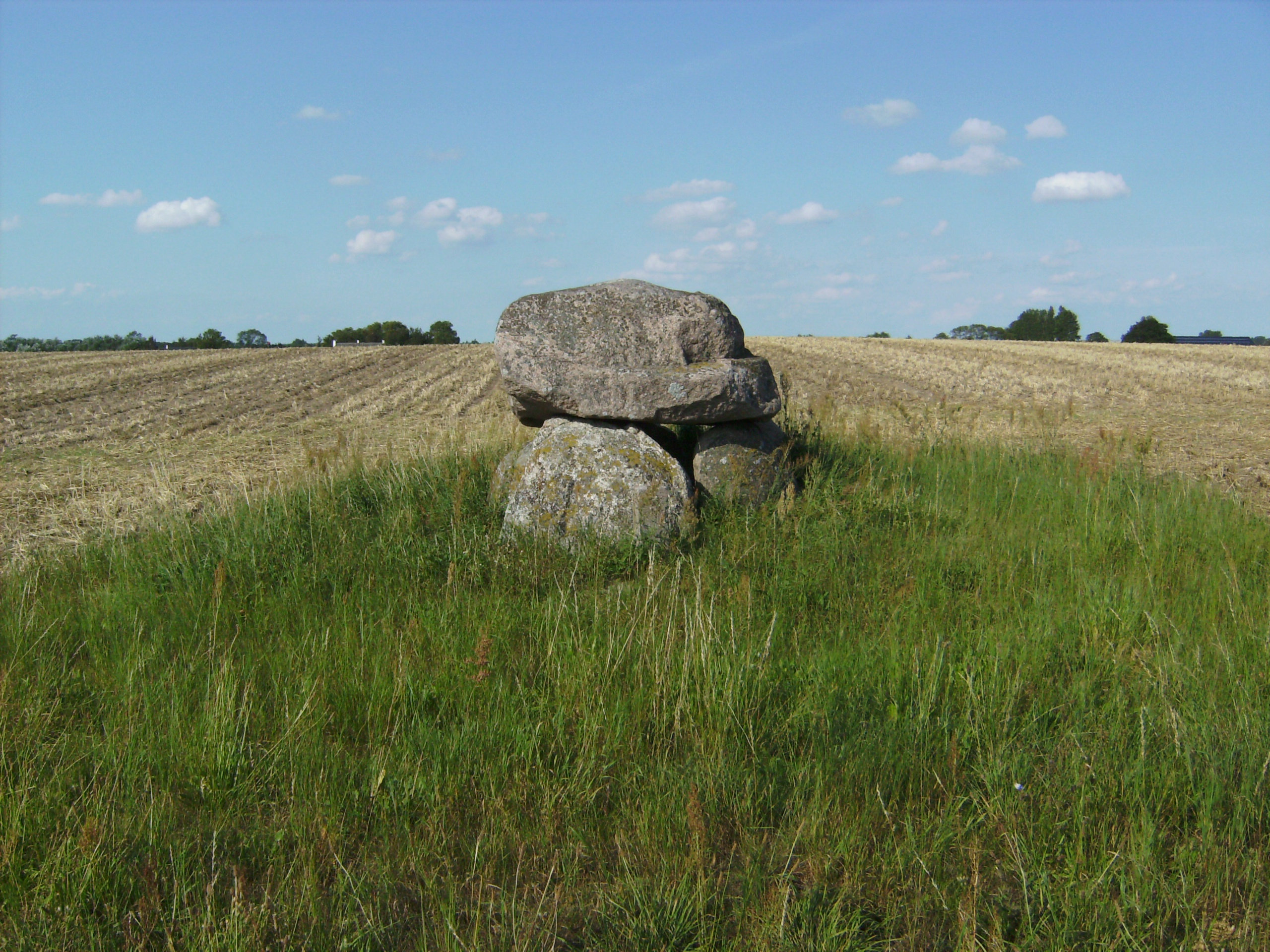
Runddysse 1 oder West

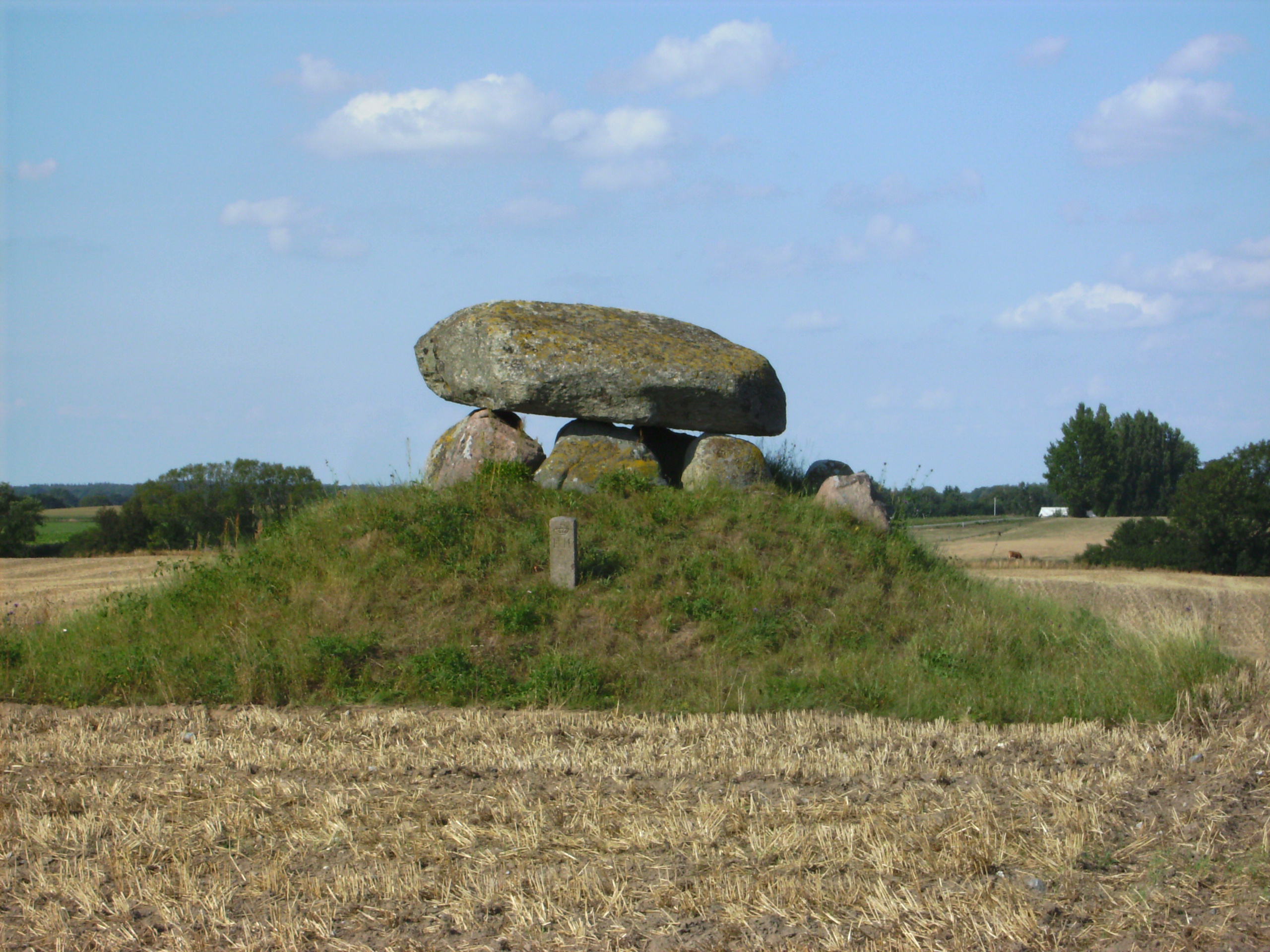
Runddysse 2 oder Ost

Die beiden Runddysser von Grønnegade (Runddysse 1 und 2; auch Gillehøj Ost und West genannt) liegen im Feld am Grønnegadevej östlich von Grønnegade, bei Bregninge auf der dänischen Insel Lolland. Sie sind Megalithanlagen der Trichterbecherkultur (TBK), die zwischen 3500 und 2800 v. Chr. errichtet wurden.

## Grønnegade West (1)
Vom Rundhügel ist fast nichts erhalten. Die polygonale Kammer von etwa 1,5 × 1,0 m und 0,8 m Höhe besteht aus drei Tragsteinen, dem Deckstein und vier Gangsteinen. Einige Steine des Polygonaldolmens sind gespalten.
54° 42′ 17″ N, 11° 41′ 40″ O

## Grønnegade Ost (2)
Der etwa 1,8 m hohe ovale Hügel misst etwa 13,0 × 7,0 m. Die 1,75 m hohe Kammer des Großdolmens (dän. Stordysse) besteht aus sechs großen Tragsteinen und einem mächtigen etwa 2,9 m langen, 1,3 m breiten  und 1,0 m dicken Deckstein aus grauem Granit. Im Osten des Hügels liegen zwei Gangsteine. Die etwa einen Meter langen Tragsteine ragen etwa 60 cm aus dem Boden. 
54° 42′ 15″ N, 11° 41′ 51″ O
Etwa 1000 m südlich liegt der Langdysse von Laagerup.